# Église Saint-Martin-de-Vertou de Linières-Bouton
L'église Saint-Martin-de-Vertou est une église située à Linières-Bouton, en France.

## Localisation
L'église est située dans le département français de Maine-et-Loire, sur la commune de Linières-Bouton.

## Historique
L'édifice est classé au titre des monuments historiques en 1965.